# Кіран Річардсон
Кіран Річардсон (англ. Kieran Richardson; нар. 21 жовтня 1984, Гринвіч) — англійський футболіст, півзахисник клубу «Кардіфф Сіті».
Виступав, зокрема, за клуби «Манчестер Юнайтед» та «Сандерленд», а також національну збірну Англії.

## Клубна кар'єра
У дорослому футболі дебютував 2002 року виступами за команду клубу «Манчестер Юнайтед», в якій провів три сезони, взявши участь лише у 4 матчах чемпіонату.
2005 року грав в оренді за «Вест-Бромвіч Альбіон», після чого повернувся до «Манчестер Юнайтед». Протягом наступних двох років виборов у складі «манкуніанців» титул володаря Кубка англійської ліги, ставав чемпіоном Англії.
Своєю грою за останню команду привернув увагу представників тренерського штабу клубу «Сандерленд», до складу якого приєднався 2007 року. Відіграв за клуб з Сандерленда наступні п'ять сезонів своєї ігрової кар'єри. Більшість часу, проведеного у складі «Сандерленда», був основним гравцем команди.
Протягом 2012—2014 років захищав кольори «Фулгема».
До складу клубу «Астон Вілла» приєднався 11 липня 2014 року. Відтоді встиг відіграти за команду з Бірмінгема 33 матчі в Прем'єр-лізі, але після вильоту команди з Прем'єр-ліги, 10 червня 2016 року, було оголошено, що Річардсон залишить «Астон Віллу» на правах вільного агента.
12 жовтня 2016 рокуРічардсон приєднався до «Кардіфф Сіті» з Чнмпіоншипа, підписавши контракт контрактом до січня 2017 року
.

## Виступи за збірні
Протягом 2005–2007 років залучався до складу молодіжної збірної Англії. На молодіжному рівні зіграв у 11 офіційних матчах, забив 1 гол.
У 2005 році дебютував в офіційних матчах у складі національної збірної Англії. Протягом двох років провів у формі головної команди країни 8 матчів, забивши 2 голи, після чого припинив отримувати виклики до збірної.

## Титули і досягнення
- Чемпіон Англії (1):

«Манчестер Юнайтед»: 2006–07
- Володар Кубка Футбольної ліги (1):

«Манчестер Юнайтед»: 2005–06
- Володар Кубка Англії (1):

«Манчестер Юнайтед»: 2003-04
- Володар Суперкубка Англії (1):

«Манчестер Юнайтед»: 2003